# Beyşehir
Beyşehir (turecky Beyşehir Gölü) je jezero v tureckých provinciích Isparta a Konya v Turecku. Nachází se v tektonické propadlině v západní části pohoří Taurus. Má rozlohu 656 km². Je 45 km dlouhé a maximálně 25 km široké. Dosahuje maximální hloubky 9 m. Leží v nadmořské výšce 1121 m.

## Ostrovy
Na jezeře se nachází několik ostrovů.

## Vodní režim
Odtok z jezera je zabezpečen průtokem do sousedního jezera Sugla.

## Vlastnosti vody
Voda se využívá k zavlažování.